# Eritem
Eritemul este o roșeață a pielii de durată în general scurtă, mai rar persistentă, cu diferite tente de la roșu aprins la roz palid, care dispare la digitopresiune și are o temperatură locală crescută.
Eritemul apare ca o roșeață în formă de pete pe pielea corpului în diferite boli. Eritematos este o persoană care suferă de eritem.
Eritemul este o înroșire limitată sau difuză a pielii în cazul hiperemiei active care apare din diferite cauze (de exemplu, încălzire, acțiunea razelor solare, iritație chimică sau mecanică etc.).

Se produce ca urmare a unei congestii active (vasodilatație) a capilarelor și arteriolelor din plexul subpapilar. De cele mai multe ori indică un proces inflamator. Petele eritematoase pot fi difuze sau circumscrise, localizate sau generalizate.